# Luann de Lesseps
Luann de Lesseps (nacida LuAnn Nadeau ; Berlín, Connecticut, 17 de mayo de 1965) es una personalidad de televisión, modelo, autora y cantante estadounidense. En 1993, se casó con el empresario y aristócrata francés, el conde Alexandre de Lesseps; se divorciaron en 2009, pero ella mantuvo el título de "condesa" hasta su nuevo matrimonio en 2016. En 2008, De Lesseps llegó a la fama después de participar en la serie de telerrealidad The Real Housewives of New York City, que documenta la vida de varias mujeres que residen en Nueva York. Luann encabezó "Countess and Friends", un espectáculo de cabaret de su propia creación, en 2018.

## Primeros años
Nacida en LuAnn Nadeau, se crio en Berlin, Connecticut, donde creció con sus seis hermanos y donde su padre era propietario de una empresa de construcción. Ella ha dicho que su padre es de ascendencia francesa y algonquina y que su madre es francesa canadiense. En el último episodio de RHONY ambientado en Marruecos, (temporada 4, episodio 10, "Last Call, Morocco!", emitido el 9 de junio de 2011), de Lesseps compartió que había sido la capitana de su equipo universitario de sóftbol.

## Carrera
De Lesseps fue anteriormente enfermera en Connecticut, así como modelo de Wilhelmina.
Es una de las principales integrantes del reparto en el reality de Bravo The Real Housewives of New York City. En la temporada 6, fue degradada a un papel recurrente de "Amiga de las amas de casa" debido a que no vivía en la ciudad de Nueva York en el momento de la grabación. En abril de 2015, se confirmó que De Lesseps regresaría como miembro del elenco principal para la séptima temporada del programa. 
En febrero de 2011, de Lesseps apareció como invitada en Law & Order: Special Victims Unit, en el episodio "Bully", interpretando a una socialité que hace un descubrimiento espantoso.
De Lesseps escribió un libro, Class with the Countess: How to Living with Elegance and Flair (publicado por Gotham Books) lanzado el 16 de abril de 2009, y publicó su primera canción, "Money Can't Buy You Class" (a través de Ultra Records), el 25 de mayo de 2010. Lanzó su segundo single, "Chic, C'est La Vie" en junio de 2011. Lanzó un tercer single, "Girl Code", el 6 de julio de 2015. 
En febrero de 2017, De Lesseps filmó un papel para la película Mother of All Secrets en Bermudas.
En febrero de 2018, De Lesseps encabezó su propio espectáculo de cabaret, llamado #CountessAndFriends, en Feinstein's / 54 Below en Midtown Manhattan. El espectáculo presenta a de Lesseps cantando canciones que aluden a su vida como condesa y estrella de reality shows, con apariciones de celebridades como Rachel Dratch y la coprotagonista de Housewives, Sonja Morgan. En agosto de 2018, de Lesseps anunció que iba a llevar el espectáculo de gira, con compromisos programados en Long Island y Nueva Jersey.

## Vida personal
En 1993, se casó con el conde Alexandre de Lesseps, convirtiéndose en su cuarta esposa. Juntos, tienen dos hijos, Victoria y Noel. Se divorciaron en 2009 después de su presunto romance con la princesa etíope Kemeria Abajobir Abajifar. El 31 de diciembre de 2016, de Lesseps se casó con Tom D'Agostino Jr. En agosto de 2017, de Lesseps anunció que ella y D'Agostino se divorciaron.
El 16 de julio de 2018, pocos días después de que se conociese la noticia de la demanda de su exmarido, la coprotagonista de RHONY Bethenny Frankel anunció que Luann había optado por saltarse la grabación de la reunión del programa para volver a ingresar a un programa de tratamiento de alcohol. De Lesseps abandonó la instalación después de poco menos de tres semanas, para actuar en una serie de espectáculos de cabaret programados previamente.

## Problemas legales
En diciembre de 2017, De Lesseps fue arrestada en Palm Beach, Florida, acusada de intoxicación desordenada, resistencia al arresto, agresión a un oficial y amenazas contra un funcionario público. Más tarde fue liberada por su propio reconocimiento, pero fue acusada de un delito grave en tercer grado el 25 de enero de 2018. Después de su liberación, entró en un programa de tratamiento de alcohol. Todavía sufre de adicción y ha admitido que ha perdido su estatus de socialité. 
En julio de 2018, de Lesseps acordó los cargos derivados de su arresto en Palm Beach, al aceptar declararse culpable de los delitos menores de agresión, intoxicación desordenada y allanamiento. A cambio, se retiró la acusación criminal de resistir a un oficial con violencia, y de Lesseps aceptó cumplir 50 horas de servicio comunitario, asistir a dos reuniones de Alcohólicos Anónimos y abstenerse de beber alcohol durante un año.
A principios de julio de 2018, su exmarido Alexandre y sus dos hijos presentaron una demanda contra de Lesseps por supuestamente violar los términos de su acuerdo de divorcio de 2009. La demanda alegaba que Luann no había establecido un fideicomiso para que sus dos hijos que utilizaran la mitad de la casa familiar en Bridgehampton, Nueva York, que ella recibió en el divorcio y vendió por 8 millones de dólares en 2014. La demanda pedía que de Lesseps se declarara en violación del acuerdo de divorcio y que se le impidiese vender u obtener préstamos en avalados con su casa de Sag Harbor, que compró de las ganancias de la casa de Bridgehampton por 3.1 millones de dólares y que ella esperaba vender en el momento en que se presentó la demanda.

## Discografía

### Singles
| Año  | Single                      |
| ---- | --------------------------- |
| 2010 | "Money Can't Buy You Class" |
| 2011 | "Chic, C'est la Vie"        |
| 2015 | "Girl Code"                 |